# 克卜勒88
克卜勒88（Kepler-88）是天琴座內已知擁有兩顆系外行星的類太陽恆星。2012年4月科學家在該恆星旁發現行星候選天體 KOI-142.01（即克卜勒88b）有極為明顯的凌星時間變化。凌日時間的變化相當大，足以讓克卜勒88b改變凌星週期。這樣的狀態是量測兩顆行星質量的嚴謹限制條件。而另一顆不凌星的行星則於2013年11月以徑向速度法近一步證實。

## 行星系統
距離克卜勒88較近的行星體積與海王星相當，但密度幾乎只有海王星一半。較外側行星的質量大約是木星的60%，但因為它並不凌星，無法得知其半徑。
| 成員 (依恆星距離) | 质量     | 半長軸 (AU) | 轨道周期 (天) | 離心率 | 傾角    | 半径     |
| ----------------- | -------- | ----------- | ------------- | ------ | ------- | -------- |
| b                 | 8.70 M⊕  | 0.098       | ~10.95416     | 0.056  | 89.055° | 3.780 R⊕ |
| c                 | 0.626 MJ | 0.15525     | 22.3395       | 0.056  | 86.2°   | —        |